# Air Niugini
Air Niugini – narodowe linie lotnicze Papui-Nowej Gwinei, z siedzibą w Port Moresby. Głównym węzłem jest port lotniczy Port Moresby.
Linie lotnicze zostały założone w 1973 r., dwa lata wcześniej niż położone w Melanezji na zachodnim Oceanie Spokojnym państwo, Papua-Nowa Gwinea, uzyskało niepodległość. 

Agencja ratingowa Skytrax przyznała liniom trzy gwiazdki.

## Wypadki
W dniu 28 września 2018 roku samolot Air Niugini Boeing 737-800 wylądował w zatoce na Wyspach Chuuk, 140 metrów przed początkiem pasa startowego. W katastrofie zginęła 1 osoba, spośród obecnych na pokładzie 35 pasażerów i 12 członków załogi.